# Peter Cresswell
Peter Cresswell est un immunologiste britannique, professeur Eugene Higgins d'immunobiologie et professeur de biologie cellulaire et de dermatologie à la Yale School of Medicine. Son laboratoire se concentre principalement sur les mécanismes moléculaires du traitement des antigènes, en particulier les fonctions des molécules du complexe majeur d'histocompatibilité (MHC) et des molécules CD1. Il est surtout connu pour avoir découvert et identifié les molécules du CMH de classe II et la vipérine .

## Biographie
Cresswell obtient un BS et un MS en microbiologie de l'Université de Newcastle upon Tyne et un doctorat en biochimie et immunologie de l'Université de Londres. Il étudie à l'Université Harvard, avec Jack Strominger. Avant de rejoindre la faculté de Yale School of Medicine, Cresswell est chef de la division d'immunologie à l'hôpital universitaire Duke .
Il est chercheur au Howard Hughes Medical Institute depuis 1991 .
Cresswell est chef de section de la Faculté de 1000 depuis le 11 juillet 2001  et est rédacteur en chef membre des Actes de l'Académie nationale des sciences des États-Unis d'Amérique . En 2009, il rejoint le conseil consultatif scientifique de NKT Therapeutics  et depuis août 2012, il est rédacteur en chef adjoint du Journal of Biological Chemistry  et est membre de l'Institut de recherche sur le cancer .
Il est membre des Académies nationales des sciences, d'ingénierie et de médecine, de la Royal Society (2000) , de l'Académie nationale des sciences (2001). Il est lauréat de la Médaille Buchanan (2009)  et Membre de l'Académie américaine des arts et des sciences (2010) .